# Steve Swallow
Steve Swallow (født d. 4. oktober 1940 i Fair Lawn, New Jersey, USA) er en amerikansk jazzbassist og komponist. 
Swallow spillede kontrabas i Steve Kuhn, Paul Bley og Jimmy Guiffres trioer i 60´erne. 
Han var også medlem af Art Farmers kvartet, som også talte Kuhn og trommeslageren Pete La Roca. Spillede fra sidst i 60´erne op igennem 70´erne med Gary Burtons kvartet og Carla Bleys grupper. Han har ledet egne grupper, og komponeret mange af nutidens spillede jazzstandards, f.eks. Eiderdown. Han slog i 70´erne over og spillede en 5 strengs elbas, som han har spillet siden. 
Swallow komponerer i en meget begavet og lyrisk stil, som er helt sin egen. Hans kompositioner er blevet indspillet af mange jazzmusikere Verden over.

## Diskografi
- Hotel Hello – med Gary Burton
- Duets – med Carla Bley
- Go Together – med Carla Bley
- Are We There Yet? – med Carla Bley
- Carla
- Swallow
- Real Book
- Deconstructed
- Always Pack your Uniform on Top
- Damage in Transit